# Nomioides pulcherrimus
Nomioides pulcherrimus är en biart som beskrevs av Blüthgen 1925. Nomioides pulcherrimus ingår i släktet Nomioides och familjen vägbin. Inga underarter finns listade i Catalogue of Life.